# Magic Life
Magic Life ist das vierte Studioalbum der österreichischen Band Bilderbuch. Es erschien am 17. Februar 2017 und erreichte Platinstatus in Österreich. Die erste Singleauskoppelung des Albums wurde Ende August 2016 veröffentlicht, der Track Bungalow erreichte Platz acht in den österreichischen Charts und war somit die bis dato am besten verkaufte Einzelnummer der Gruppe.

## Rezeption
Die Rezeption des Albums fiel tendenziell positiv aus. Manuel Berger vom E-Zine laut.de erkannte zwei unterschiedliche musikalische Schienen am Album der Österreicher: „einerseits gen Trash und Cloud Rap-Heaven, andererseits gen verkopfte Progressivität“. Ihm zufolge sei das Werk ein Bruch mit Konventionen „ohne jedoch die jeweilige Tür komplett zuzuschlagen“.
The Gap verglich Magic Life mit Falcos zweitem Album Junge Roemer und merkte kritisch an: „Falcos »Junge Römer« wurde damals lange nicht so gefeiert wie »Einzelhaft«, weil es in mehr Richtungen experimentiert hat. Und wer ausprobiert, macht auch so manches falsch“. Dennoch bezeichnete die für die Rezension verantwortliche Redakteurin Theresa Ziegler es als „wohl eins der einflussreichsten Alben 2017“.
Daniela Derntl von FM4 beschreibt Magic Life zusammenfassend wie folgt: „Musikalisch machen Bilderbuch dort weiter, wo sie mit „Schick Schock“ aufgehört haben. Sie verpassen ihrem Sound eine weitere, hochpotente Infusion aus Glam-Pop, Cloud Rap, Funk Rock und Groove. Experimentierfreudig forcieren sie die Idee, kompromisslos neue Musik zu machen. Dabei klingt „Magic Life“ ausgefeilter und homogener als der Vorgänger. Die größte Referenz neben Falco und Kanye West ist unüberhörbar der im Vorjahr verstorbene Prince“.

## Auskoppelungen
Aus dem Album wurden bislang fünf Singles ausgekoppelt, zu denen jeweils ein Musikvideo auf dem YouTube-Account der Band veröffentlicht wurde, im Falle von Erzähl deinen Mädels ich bin wieder in der Stadt und I ♥ Stress allerdings lediglich sogenannte Lyric-Videos. Kurz nach Veröffentlichung des Albums wurden alle restlichen Tracks auf YouTube hochgeladen.

## Titelliste
| #  | Titel                                            | Länge |
| -- | ------------------------------------------------ | ----- |
| 1  | Carpe / Diem                                     | 0:45  |
| 2  | I ♥ Stress                                       | 4:18  |
| 3  | Sweetlove                                        | 2:46  |
| 4  | Baba (2)                                         | 0:24  |
| 5  | Bungalow                                         | 3:42  |
| 6  | Sprit n’ Soda                                    | 4:56  |
| 7  | Erzähl deinen Mädels ich bin wieder in der Stadt | 4:04  |
| 8  | Superfunkypartytime                              | 2:57  |
| 9  | Investment 7                                     | 5:30  |
| 10 | Magic Life                                       | 0:56  |
| 11 | Baba                                             | 3:28  |
| 12 | Sneakers4free                                    | 4:28  |
| 13 | Babylon (Bonustrack)                             | 2:41  |